# مؤامرة الصمت (التعبير)
يتعلق تعبير مؤامرة الصمت أو ثقافة الصمت بحالة أو مسألة معلومة الوجود ولكن بطريقة ضمنية يوجد توافق مُجتمعي غير مُعلن بعدم الحديث عنها أو الاعتراف بوجودها. وبصفة عامة، تعتبر تلك المسائل مُشينة ثقافيًا أو ينطوي الحديث عنها علنًا على خطر. ويمكن مناقشة الموضوعات المحظورة بشكل غير مباشر من خلال استخدام كلمات رمزية صحيحة سياسيًا أو العبارات المنمقة.

## أمثلة من مؤامرات الصمت
وفيما يلي أمثلة حدثت في أوقات مختلفة وكانت موضوعًا لثقافة (أو مؤامرة) الصمت:
- الاعتراف بـجرائم الحرب
- انتهاكات حقوق الإنسان مثل اختفاء الأشخاص والتعذيب
- الأوضاع الاجتماعية - جرائم العصابات أو المخدرات أو أي نشاط آخر غير قانوني أو بغيض. أوميترا، خصوصيتنا (المافيا) هي رموز ثقافية صقلية، وتُعد مثالًا هامًا من ثقافة كاملة مبنية على الصمت. أوقف الوشاية هو مثال حديث.
- المشاكل الشخصية - مثل إفراط شخصية هامة في إدمان الكحول، حيث في سياقٍ ما قد يصبح مجالاً لثقافة الصمت، يتم بمقتضاه تجنب المجموعة المعنية لهذا الموضوع.
- الحالات التي تعتبرها الثقافة بصفة عامة مُخجلة - مثل عدم القدرة على الانتصاب وفطريات المهبل
- العنف ضد الأطفال في الكنيسة أو في أماكن الخدمات الاجتماعية.
- [[رمز الصمت الأزرق - هو رفض ضباط الشرطة للحديث عن جرائم زملائهم.
- العلاقاتالعاطفية أو الجنسية
- العنصرية المؤسسية والتحيز الجنسي المؤسسي
- اضطهادات الكنيسة التي مارسها |الاشتراكيون القوميون والشيوعيون في دول مثل الاتحاد السوفيتي والمكسيك وألمانيا وإسبانيا في الثلاثينيات.[1]
- تجنب الاعتراف ببعض المشاكل من أجل دفن (إخفاء) المشكلة المحتملة رسميًا، ومن ثم تجنب الاتهامات أو التحقيقات أو المسؤولية.
- بين عامي 1972 و1994 كان أعضاء مجتمع شارلستون في ولاية ماساشوستس غير راغبين في كشف المعلومات التي من شأنها تسهيل تحقيقات جرائم القتل، بسبب اعتماد هذا المجتمع على العدالة الأهلية، والخوف من رد المجرمين والمشاعر المعادية للشرطة وفقًا لوزارة العدل.[2]

وفي 22 نوفمبر عام 2006، ادعى الكاتب الإيطالي أنطونيو سوتشي في كتابه Il Quarto Segreto di Fatima ("سر فاطمة الرابع") أن الكرسي الرسولي وبالمخالفة لكافة بياناتها، لم تُصرح بطبع كتاب سر فاطمة الثالث.

## الآثار المترتبة على مؤامرة الصمت
مؤامرة الصمت في بعض المجالات، لها تأثيرات على عدة مستويات:
- من يعانون مباشرةً أو يتسببون في معاناة الآخرين يساعدون في استمرار دورة الضرر والمعاناة
- ومن يعانون وزادت معاناتهم بتجاهل حالتهم أو التقليل منها ولم تؤخذ بجدية أو تعالج بشكل مناسب
- عدم الاستفادة من الدروس التي يجب تعلمها للمستقبل